# TG3 Set
TG3 Set è stato un programma televisivo andato in onda il mercoledì alle 20,30 dal 1982 al 1983.
Le indagini sull'attualità politica, sulla cronaca, sulla cultura e sullo spettacolo venivano svolte dalla redazione centrale e da quelle regionali del TG3. La conduzione era stata affidata ad Alberto La Volpe, Sergio De Luca, Cesare Viazzi. Poco tempo dopo la chiusura di questa trasmissione gli stessi De Luca e Viazzi inaugurarono 3 sette, settimanale del TG3.